# مورفی ینسن
 مورفی ینسن (انگلیسی: Murphy Jensen؛ زاده ۳۰ اکتبر ۱۹۶۸) یک تنیس‌باز اهل ایالات متحده آمریکا است.